# Salazie
Salazie,  es una comuna francesa situada en el departamento de Reunión, de la región de Reunión. 
El gentilicio francés de sus habitantes es Salaziens.

## Situación
La comuna está situada en el centro de la isla de Reunión.

## Demografía
| Gráfica de evolución demográfica de Salazie entre 1961 y 2013 |
|                                                               |

Fuente: Insee

## Comunas limítrofes
| Noroeste: Saint-Denis y La Possession | Norte: Sainte-Marie        | Noreste: Sainte-Suzanne y Saint-André |
| Oeste: La Possession                  |                            | Este: Bras-Panon                      |
| Suroeste: Saint-Paul y Cilaos         | Sur: Cilaos y Saint-Benoît | Sureste: Saint-Benoît                 |